# Ribosoma mitocondrial
El ribosoma mitocondrial o mitorribosoma es un complejo proteico que es activo en las mitocondrias y funciona como una riboproteína para traducir los ARNm mitocondriales codificados en el ADNmt. 
Los mitorribosomas consisten en dos subunidades: grande (mtLSU large) y pequeña (mtSSU small). Sin embargo, la proporción entre ARNr/proteína es diferente de los ribosomas citoplasmáticos, los mitorribosomas consisten en varias proteínas específicas y menos ARNr. 

## Función
Las mitocondrias contienen alrededor de 1000 proteínas en levadura y 1500 proteínas en humanos; sin embargo, solo 8 y 13 proteínas están codificadas en el propio ADN mitocondrial en levaduras y humanos, respectivamente.
 
La mayoría de las proteínas mitocondriales se sintetizan a través de los ribosomas citoplasmáticos. Las proteínas que son los componentes clave en la cadena de transporte de electrones se traducen dentro de  las mitocondrias.

## Estructura
Los mitorribosomas de los mamíferos tienen subunidades pequeñas 28S y subunidades grandes 39S, que forman un mitorribosoma de 55S.

## Genes
- Que codifican las proteínas pequeñas (PS) de la 28S: MRPS1, MRPS2, MRPS3, MRPS4, MRPS5, MRPS6, MRPS7, MRPS8, MRPS9, MRPS10, MRPS11, MRPS12, MRPS13, MRPS14, MRPS15, MRPS16, MRPS17, MRPS18, MRPS19, MRPS20, MRPS21, MRPS22, MRPS23, MRPS24, MRPS25, MRPS26, MRPS27, MRPS28, MRPS29, MRPS30, MRPS31, MRPS32, MRPS33, MRPS34, MRPS35
- Que codifican las proteínas grandes (PL) de la 39S: MRPL1, MRPL2, MRPL3, MRPL4, MRPL5, MRPL6, MRPL7, MRPL8, MRPL9, MRPL10, MRPL11, MRPL12, MRPL13, MRPL14, MRPL15, MRPL16, MRPL17, MRPL18, MRPL19, MRPL20, MRPL21, MRPL22, MRPL23, MRPL24, MRPL25, MRPL26, MRPL27, MRPL28, MRPL29, MRPL30, MRPL31, MRPL32, MRPL33, MRPL34, MRPL35, MRPL36, MRPL37, MRPL38, MRPL39, MRPL40, MRPL41, MRPL42